# 확산 초신성 중성미자 배경
확산 초신성 중성미자 배경(영어: Diffuse supernova neutrino background, DSNB)은 우주 역사 전반에 걸쳐 모든 핵 붕괴 초신성 사건에서 누적적으로 발생하는 이론적인 중성미자(및 반중성미자) 개체군이다. 아직 직접적으로 감지되지는 않았지만, DSNB는 등방성이며 107 eV 규모의 전형적인 에너지를 가진 중성미자로 구성되어 있다고 이론화되어 있다. 현재 탐지 노력은 DSNB 중성미자 탐색에서 배경 노이즈의 영향으로 제한되며, 따라서 DSNB, 즉 중성미자 선속의 매개변수에 대한 제한을 두는 데에 그친다. 이 매개변수에 대한 제한은 최근 몇 년 동안 더욱 엄격해졌지만, 많은 연구자들이 차세대 검출기를 통해 가까운 미래에 직접적인 관측을 기대하고 있다. DSNB는 대폭발 동안 생성된 유물 중성미자로 구성되며 훨씬 낮은 에너지(10−4 ~ 10−6 eV)를 가진 우주 중성미자 배경(CNB)과 혼동해서는 안 된다.

## 출처

전자 포획을 통한 생성의 파인만 다이어그램

## 예측된 탐지
지구상의 DSNB 선속에 대한 이론적 예측은 많은 다른 매개변수와 가정, 주로 우주에서 발생하는 핵 붕괴 초신성 사건의 비율과 각 초신성에서 방출되는 중성미자 스펙트럼에 따라 달라지기 때문에 어렵다. 그러나 이러한 불확실성을 고려하더라도 DSNB 선속은 현재 실험적 한계보다 한 자릿수 이상 낮지 않아야 하므로 가까운 미래에 탐지 가능할 것으로 보인다.

## 탐지 시도
현재 검출기로는 태양 중성미자, 원자로 반중성미자, 방사능으로 인한 높은 배경 신호 때문에 106 eV 범위의 DSNB를 직접 측정하기 어렵다. 결과적으로 여러 실험에서 지구의 선속 및 탐지 스펙트럼에 대한 상한을 설정하기 위해 더 높은 크기(107 eV)에서 DSNB 신호를 조사하려는 시도를 했다.

### 슈퍼 가미오칸데
일본의 슈퍼 가미오칸데(SK) 중성미자 관측소는 세계에서 가장 큰 물 체렌코프 검출기이다. 이 검출기는 50킬로톤의 물을 포함하고 있으며, 이는 중성미자 상호작용의 표적으로 기능한다. 중성미자는 표적 물과 상호작용하여 체렌코프 복사를 방출하며, 이는 표적 부피를 둘러싼 수천 개의 광전 증폭관(PMT)에 의해 측정된다. 2003년, SK 실험은 19.3 MeV를 초과하는 에너지의 중성미자에 대해 {\displaystyle 1.2{\bar {\nu _{e}}}\,\mathrm {cm} ^{-2}\,\mathrm {s} ^{-1}}의 선속 상한을 산출했는데, 이는 당시 일부 DSNB 모델을 이미 배제할 수 있었다. 이러한 제한은 검출기 개선 후 SK 팀에 의해 나중에 개선되었으며, 17.3 MeV를 초과하는 에너지의 중성미자에 대해 {\displaystyle 2.9{\bar {\nu _{e}}}\,\mathrm {cm} ^{-2}\,\mathrm {s} ^{-1}}로 나타났다. 2021년, 2018년까지의 SK-IV 측정값을 기반으로, 90% 신뢰 구간에서 한계가 {\displaystyle 2.7{\bar {\nu _{e}}}\,\mathrm {cm} ^{-2}\,\mathrm {s} ^{-1}}로 강화되었다.
2020년, 슈퍼 가미오칸데 검출기는 가돌리늄 도입으로 개선되어 중성자 상호작용을 더 잘 식별하고 파쇄로 인한 배경 신호를 줄일 수 있게 되었다. 이를 통해 협력단은 배경 신호가 다시 신호를 지배하기 시작하기 전인 11.5 MeV까지 낮은 에너지 임계값에서 DSNB를 조사할 수 있을 것이다.

### 하이퍼 가미오칸데
2021년, 가미오카 천문대는 차세대 물 체렌코프 검출기인 하이퍼 가미오칸데(HK)의 건설을 시작했다. 이 새로운 검출기는 이전 모델인 슈퍼 가미오칸데보다 훨씬 많은 양의 물을 포함할 예정으로, 탱크에 266킬로톤의 물이 들어간다. 중성미자 상호작용과 DSNB를 훨씬 더 정밀하고 낮은 배경 노이즈로 측정하기를 희망하며, HK 검출기는 2027년경에 데이터 수집을 시작할 예정이다.

### 가미오카 액체 섬광 반중성미자 검출기 (KamLAND)
가미오카 천문대의 또 다른 지부는 KamLAND 검출기인데, 이 검출기는 대형 액체 섬광체를 사용하여 전자 반중성미자를 탐지하는 것을 목표로 한다. 이 검출기에서 측정되는 상호작용은 역베타 붕괴이다. 이 반중성미자-양성자 상호작용은 중성자와 양전자를 생성하며, 이는 섬광 빛을 방출하고 이 빛은 액체 섬광체를 둘러싼 PMT 배열에 의해 측정되어 입사하는 반중성미자의 에너지를 결정할 수 있다.
2021년, 협력단은 여러 전자 반중성미자 탐지 데이터 결과를 발표했다. 탐지 범위는 반중성미자 에너지 8.3–30.8 MeV이며, 이는 8.3–13.3 MeV 에너지 범위에서 DSNB 반중성미자 선속에 대한 가장 엄격한 제한을 설정했다. 아래 표는 KamLAND 협력단의 표 형식 결과이다.
| {\displaystyle {\bar {\nu }}_{e}} 에너지 | 선속 상한 (90% CL) |
| ---------------------------------------- | ------------------ |
| (MeV)                                    | ( ⁠1/ cm² s MeV ⁠)   |
| 8.3–9.3                                  | 98.1               |
| 9.3–10.3                                 | 9.5                |
| 10.3–11.3                                | 23.8               |
| 11.3–12.3                                | 11.2               |
| 12.3–13.3                                | 19.8               |

### 서드베리 중성미자 관측소 (SNO)
서드베리 중성미자 관측소(SNO)는 캐나다에 있는 관측소로, 중수를 사용하여 태양 중성미자를 관측하고 중성미자 진동을 연구한다. SNO의 탐지는 전하 전류(CC) 상호작용, 중성 전류(NC) 상호작용, 그리고 탄성 전자 산란에 의존한다. 이 실험의 주된 목적은 DSNB를 탐지하는 것이 아니지만, 수집된 중성미자 데이터는 연구팀이 특정 에너지 구간에서 DSNB 중성미자 선속에 대한 제한을 설정할 수 있게 했다. 2006년, SNO는 22.9에서 36.9 MeV 사이의 중성미자 에너지에 대해 {\displaystyle 2.7{\bar {\nu _{e}}}\,\mathrm {cm} ^{-2}\,\mathrm {s} ^{-1}}의 선속 상한을 설정했다.

### 보렉시노
보렉시노는 이탈리아 그란 사소 국립 연구소에 있는 액체 섬광 검출기로, 태양 중성미자, 특히 7Be의 전자 포획 붕괴를 통해 생성된 중성미자를 탐지하는 데 중점을 둔다. 이 실험의 주된 목표는 아니지만, 이 검출기는 핵 붕괴 초신성 중성미자를 정확하게 관측하여 협력단이 DSNB 선속에 대한 제한을 설정할 수 있게 한다. 두 DSNB 모델과 수집된 데이터를 기반으로, 중성미자 에너지 범위 2.8에서 16.8 MeV뿐만 아니라 더 좁은 범위인 7.8에서 16.8 MeV에 대해 다른 상한이 설정되었다. 2.8에서 16.8 MeV의 경우, 두 모델 중 더 보수적인 상한 선속은 {\displaystyle 2.6\times 10^{3}{\bar {\nu _{e}}}\,\mathrm {cm} ^{-2}\,\mathrm {s} ^{-1}}로 나타났으며, 7.8에서 16.8 MeV의 경우 두 모델 중 더 보수적인 추정치는 {\displaystyle 112.3{\bar {\nu _{e}}}\,\mathrm {cm} ^{-2}\,\mathrm {s} ^{-1}}의 선속 상한을 산출했다.

## 같이 보기
- 우주 중성미자 배경
- 초신성 중성미자